# Harald Eriksson
Harald Eriksson (o Ericson) (Lycksele, 22 settembre 1921 – Umeå, 20 maggio 2015) è stato un fondista svedese.

## Biografia
Originario di Örträsk di Lycksele, ai V Giochi olimpici invernali di Sankt Moritz 1948, sua unica partecipazione olimpica, vinse la medaglia d'argento nella 50 km con il tempo di 3:52:20, con distacco dal primo classificato, il connazionale Nils Karlsson, di più di quattro minuti. Nello stesso anno vinse anche la 50 km del Trofeo Holmenkollen.

## Palmarès

### Olimpiadi
- 1 medaglia, valida anche ai fini iridati:
  - 1 argento (50 km a Sankt Moritz 1948)